# Amietophrynus djohongensis
Amietophrynus djohongensis là một loài cóc thuộc họ Bufonidae. Loài này có ở Cameroon và có thể cả Nigeria. Môi trường sống tự nhiên của chúng là rừng ẩm vùng đất thấp nhiệt đới hoặc cận nhiệt đới, vùng núi ẩm nhiệt đới hoặc cận nhiệt đới, xavan ẩm, đồng cỏ nhiệt đới hoặc cận nhiệt đới vùng đất cao, và sông ngòi.
Chúng hiện đang bị đe dọa vì mất nơi sống.